# فيتوريو أمبروزيني
فيتوريو أمبروزيني (بالإيطالية: Vittorio Ambrosini)‏ هو صحفي وجندي إيطالي، ولد في 26 فبراير 1893 في فافارا في إيطاليا، وتوفي في 20 أكتوبر 1971 في روما في إيطاليا.